# 11A busz (Budapest)
A budapesti 11A jelzésű autóbusz a Batthyány tér és a Pusztaszeri út között közlekedett. A járatot a Budapesti Közlekedési Vállalat üzemeltette.

## Története
1947. január 20-ától december 16-áig a Mechwart tér és a Kossuth Lajos tér között járt 11A jelzésű járat, majd 1948. április 19-én újraindult a Pusztaszeri út és a Török utca között. Jelzése december 6-án 46-osra változott.
1975. augusztus 4-étől ismét közlekedett, a 11-es buszt tehermentesítve munkanapokon, a reggeli és a délutáni csúcsidőben a Batthyány tér és a Pusztaszeri út között. 1979. október 31-én megszűnt.

## Útvonala
| Pusztaszeri út felé | Batthyány tér felé |
| --- | --- |
| Batthyány tér vá. – Bem rakpart – Csalogány utca – Fazekas utca – Horvát utca – Mártírok útja – Keleti Károly utca – Bimbó út – Alsó Törökvész út – Törökvész út – Pusztaszeri út vá. | Pusztaszeri út vá. – Törökvész út – Alsó Törökvész út – Bimbó út – Keleti Károly utca – Mártírok útja – Horvát utca – Fazekas utca – Csalogány utca – Fő utca – Batthyány tér vá. |

## Megállóhelyei
Az átszállási kapcsolatok között a 11-es busz nincs feltüntetve!
| 0  | Batthyány tér végállomás          | 10 | Szentendrei HÉV 9, 19 39, 60, 60A, 86, 86 |
| 1  | Fazekas utca                      | 9  | 39                                        |
| 2  | Mártírok útja (↓) Horvát utca (↑) | 8  |                                           |
| 3  | Mechwart liget                    | 7  | 4, 6 12, 12A, 84                          |
| 4  | Füge utca                         | 6  |                                           |
| 5  | Aranka utca                       | 5  |                                           |
| 6  | Ady Endre utca                    | 4  |                                           |
| 7  | Tapolcsányi utca                  | 3  |                                           |
| 8  | Sólyom László utca                | 2  |                                           |
| 9  | Vend utca                         | 1  |                                           |
| 10 | Pusztaszeri út végállomás         | 0  | 91                                        |